# Илфияд Грозданов
Илфияд Грозданов е български революционер, тиквешки войвода на Вътрешната македоно-одринска революционна организация.

## Биография
Илфияд Грозданов е роден в град Кавадарци, тогава в Османската империя. Влиза във ВМОРО и в 1913 година участва в Тиквешкото въстание срещу новата сръбска власт. В 1914 - 1915 година продължава да води сражения със сръбски части.